# David-Pierre Fila
 (novembre 2012).
Pour les articles homonymes, voir Fila (homonymie).
David-Pierre Fila est un réalisateur franco-congolais, né le 18 juin 1954 à Brazzaville.

## Biographie
David-Pierre Fila naît le 18 juin 1954 à Brazzaville au Congo, alors colonie française.
Dès l’âge de 9 ans, il fréquente très régulièrement les salles de cinéma comme spectateur en compagnie d’un grand cousin qui l’initie au cinéma ; il voit en particulier Mangala Fille des Indes de Mehboob Khan (1952) et Gare Centrale de Youssef Chahine (1958).
Il fait des études secondaires en Normandie. En 1976, il devient masseur-kinésithérapeute. Il est aussi titulaire d’un DEA en anthropologie de l’École des hautes études en sciences sociales.
Il travaille comme photographe de mode, pour Guerlain, Madame Grès, Hermès et Lanvin. Correspondant de l’agence de photo Gamma en Afrique centrale, il obtient en 1987 une bourse UNESCO pour suivre un stage de cadreur auprès du département d'études de cinéma à l'Institut des hautes études supérieures de la cinématographie de Moscou.
Il tourne son premier court métrage en Centrafrique : Letero (le Masque du sorcier). Le film relate l’histoire d’un jeune homme qui doit prendre la charge de gardien du « Masque » à la mort de son père. L'œuvre est présentée au Festival de Ouagadougou.
En 1984, il crée à Dakar, au Sénégal un collectif de production, « Media Afric », sur l’environnement et le développement durable. En 1986, il réalise deux courts métrages de quinze minutes, Les Fondeurs d'aluminium et les Mallettes, ainsi qu'un film pour la GTZ sur les lépreux au Sénégal et un film Les criquets en Afrique de l'Ouest.
En 1989, il réalise Le Dernier des Babingas. Dans le Nord du Congo, 250 000 hectares ont été concédés pour cinquante ans à une société d'exploitation forestière. Son rythme d'abattage est de 3 800 hectares par an pour 2 500 m3 de bois. L'exploitation excessive et le gaspillage des ressources forestières des régions équatoriales du Congo, du Cameroun et de Centrafrique ont des répercussions considérables sur la vie des Pygmées. Deux cent mille Pygmées vivent encore dans les forêts d'Afrique centrale, mais ils sont de plus en plus rejetés de leurs territoires de nomadisation qui se rétrécit de dix à vingt millions d'hectares par an. Un pygmée Babinga commente : « On va disparaitre ». Présenté au FESPACO 1991, le film obtient le prix du film sur l’environnement, et le prix Okoemedia. Fila participe aussi au Festival de Cannes dans la section « Perspectives du cinéma français ». Il obtient le prix du meilleur documentaire à « Vues d’Afrique » en 1991.
Invité par Cheick Oumar Sissoko au Mali, il en profite pour tourner un court métrage avec les jeunes acteurs de Nyamanton, Un autre demain, coproduit avec le Centre national de production cinématographique (Mali) Kora Films.
En 1991, il réalise le film Tala Tala, qui reçoit le prix Air Afrique au FESPACO 1993 (à Ouagadougou). C'est un documentaire tourné au cœur de l'Afrique sous forme poétique. Le personnage central se promène entre Ouesso et Brazzaville, sur le fleuve Oubangui, le fleuve Congo... Il rencontre une vieille femme qui représente la sagesse ancestrale et la mémoire orale des civilisations noires, raconte le temps, la nature, les fleuves, la beauté de ce qui est, de l'immuable.
David-Pierre Fila tourne ensuite Le Paradis volé (1993) qui retrace l'histoire d’un bourgeois africain, qui s’éloigne de sa culture. L’histoire se passe dans une capitale africaine. Après un accident, Adam, jeune bourgeois africain, se retrouve devant un tribunal des anciens pour y rendre des comptes. Ce film dans lequel joue Mwezé Ngangura et David-Pierre Fila lui-même est présenté au FESPACO de Ouagadougou en 1993.
En 1993, il crée Les Films bantous Communications, au Congo Brazzaville. Il réalise Sahara (1995) (une série de 6 x 15 min), une coproduction Les Films d'ici, le Centre national du cinéma, La Cinq, RTSR et RTBF. La même année, il réalise son premier long métrage Matanga, sur le sida : Gustave, jeune architecte congolais, est de retour dans son pays natal. Il vient de passer un an au Sénégal pour se perfectionner. Dès son arrivée, il apprend le décès de sa cousine Sidonie, avec qui il a passé son enfance. Aussitôt, il se rend à la veillée organisée autour de sa dépouille. Là, Gustave entend les rumeurs autour la mort de la jeune fille. On parle de mauvais sort, de sorcellerie, de vie dissolue. Gustave, lui, pense au sida. Il connaît trop bien ce mal dont on n’ose prononcer le nom en Afrique. Il veut savoir la vérité et entreprend une enquête pour découvrir ce qui est arrivé à sa cousine. Alphonsine, sa jeune sœur, lui révèle que Sidonie faisait figure de femme libérée à Brazzaville.
Dakar Blues (1997), moyen métrage, retrace le temps d’un voyage dans une ville, le temps de la rencontre, le temps de l’espace et du silence, le temps des mots qu’on oublie de dire et des lettres parties trop tard. Le moyen métrage L’eau, La Terre, La Forêt, tourné dix ans après Le Dernier des Babingas, est un retour au pays des pygmées Aka pour constater l'évolution de la situation. Le film obtient le prix du public au Festival de Cozes.
En 2005, Fila expose à la Biennale de la photo de Bamako Les Derniers Forestiers. Avec le Centre culturel français de Bujumbura il anime durant trois mois un atelier « journalistes culturels » au Burundi. Entre 2007 et 2009, il intervient dans un séminaire « Cinéma d’Afrique et de la diaspora » à l’École des hautes études en sciences sociales.
Une rétrospective de son œuvre a lieu en Tchéquie en 2007.
En 2009, il réalise le long métrage Zao. C'est le portrait de Zao, chanteur, chroniqueur social, poète, critique dont l’identité se trempe dans le patrimoine congolais. En 2011, il crée le collectif Bantous productions, au Congo Brazzaville.

### Vie privée
David-Pierre Fila est le père de l'acteur Corentin Fila, révélé en 2016 par le film Quand on a 17 ans d'André Téchiné.

## Filmographie sélective

### Documentaires
- non daté : Le Biogaz, Sénégal
- 1987 : Planning familial au Sénégal
- 1987 : Les Lépreux, agent du développement pour la GTZ (Allemagne)
- 1987 : Les criquets en Afrique de l’Ouest, pour le CRDI
- 1987 : Vivre dans la décharge
- 1987 : Les fondeurs d'aluminium, Festival du réel
- 1991 : Le Dernier des Babingas, Canal+ Espagne, ZDF, TV5, sélection au Festival de Cannes (Perspectives du cinéma français), 20 min
- 1992 : Tala Tala, Canal+, sélectionné au cinéma du Réel, prix documentaire au Fespaco, RTBF, Radio Canada, TV5, CFI TV, 30 min
- 1995 : Sahara, 6 x 15 min, avec le soutien des Films d’ici, le CNC, La Cinq, RTSR, RTBF, TV5
- 1997 : Dakar Blues, avec le soutien du ministère des Affaires étrangères
- 2003 : Afrique sur Seine, pour Arte, 26 min
- 2003 : L’eau, la forêt, la terre, prix du jury, prix du public, Clermont, Cozes, Prague, 44 min
- 2004 : Ebola, 52 min, Beta coproduction OMS, CNRS
- 2009 : Zao, coproduction Cirtef, OIF, TV5, Davis & Golias, Patou Films International, 55 min
- 2010 : La Mort du Zébu, 23 min
- 2010 : Salon de beauté, 23 min
- 2011 : Bomengo, 8 min, Festival du court métrage de Clermont-Ferrand
- 2012 : Samuel Fosso, 36 min
- 2012 : La Forêt, 23 min, Festival du court métrage de Clermont-Ferrand
- 2015 : Sur les chemins de la Rumba[3][source insuffisante], 80 min, Africolor, Fespaco, Écrans noirs, Quinzaine du cinéma francophone, Escale documentaire de Libreville, Festival Africajarc, Afrique Musique, Muestra de Quito, Festival de Riga
- 2019 : Le Sapeur, 52 min et 75 min

### Fiction

#### Réalisation
- 1985 : Le Masque du sorcier, court métrage, 20 min, Fespaco
- 1989 : Un autre demain, court métrage, coproduction CNPC (Mali), Kora Films, Fespaco, 15 min
- 1993 : Le paradis vole, court métrage, avec Mwezé Ngangura, coproduction DDA (Suisse), CNC, 30 min
- 1994 : Matanga, coproduction Québec, CEE, Hubert Balls Fund, ministère des Affaires étrangères, 1 h 14 min
- 1995 : Sidonie, 13 min
- 2000 : Elle revient quand maman ?, court métrage, avec Zeka Laplaine et Marion Fila, 9 min
- 2009 : Petit à Petit, court métrage, avec Sylvie Zerbib et Zeka Laplaine et Haroun Mahamat Saleh, 26 min
- 2009 : Game Over, 11 min, Festival du court métrage de Clermont-Ferrand

#### Directeur de production
- non daté : Le retour de Henry Mroswski (Pologne)
- non daté : Indépendance cha cha, de Désiré Écaré (Côte d'Ivoire)
- 1989 : Mamy Wata, de Mustapha Diop (Niger)
- 1989 : Un grand quelqu’un, de Henry Mrosowski (Pologne)
- 1990 : O Herö, film angolais de Zézé Gamboa, grand prix du meilleur film étranger au Festival de Sundance 2005 et prix du public au Festival des 3 Continents à Nantes

## Distinctions
Son documentaire de 96 minutes « A quand l’Afrique ? », figure parmi les trois films retenus au  FESPACO 2025dans la catégorie Panorama.

## Photographie
- 2005 : Les Derniers Forestiers, Exposition à la Biennale de Bamako, Maison européenne de la photo.